# 黃姑魚
黃姑魚，即黃，俗名黃姑子魚、黃姑婆魚、黃婆魚、黃婆雞魚、黃銅鑼魚、黄板魚、春子魚、寸子魚、打頭魚、帕頭仔魚、加網魚、假黃魚等，為輻鰭魚綱鱸形目石首魚科的其中一種，是重要的經濟魚類。

## 分布
本魚分布在西北太平洋區，包括中國、日本、韓國等国海域。

## 深度
水深3至50公尺。

## 特徵
本魚吻稍突出，口裂大，端位，傾斜，上頜長於下頜，當口閉合時，上頜外列齒成犬齒狀，臀鰭第二硬棘粗大，其長度約為眼徑2.1倍。體側上半部為紫褐色，下半部為銀白帶有澄黃色。體側上的鱗片皆有褐色斑，形成向前下方傾斜的條紋。背鰭硬棘部上方暗褐色，軟條部邊緣黑色，每一鰭條基底有一黑色小斑。體長可達30公分。

## 生態
本魚為近海暖溫海域的中下層魚類，以甲殼類、魚類幼魚為食。每年4至6月為產卵期，鰾能發聲，生殖期時叫聲特別大。

## 經濟利用
食用魚，肉質纖細，可作油炸、清蒸等料理。臺灣人重視此魚類，列為十大美味魚類之一，稱一鯃、二紅沙、三鯧、四馬加、五鮸、六嘉鱲、七赤鯮、八馬頭、九烏喉、十寸子。